# Кісу
Кісу (нар. 3 січня 1982, Гельсінкі, Фінляндія) — фінська співачка.

## Дискографія
- Alkovi (2008)
- Vapaa ja yksin (2009)
- Kun valaistun (2011)
- Kun valaistun 2.0 (2012)
- Polaris (2015)